# Kröninger Hafnerkeramik

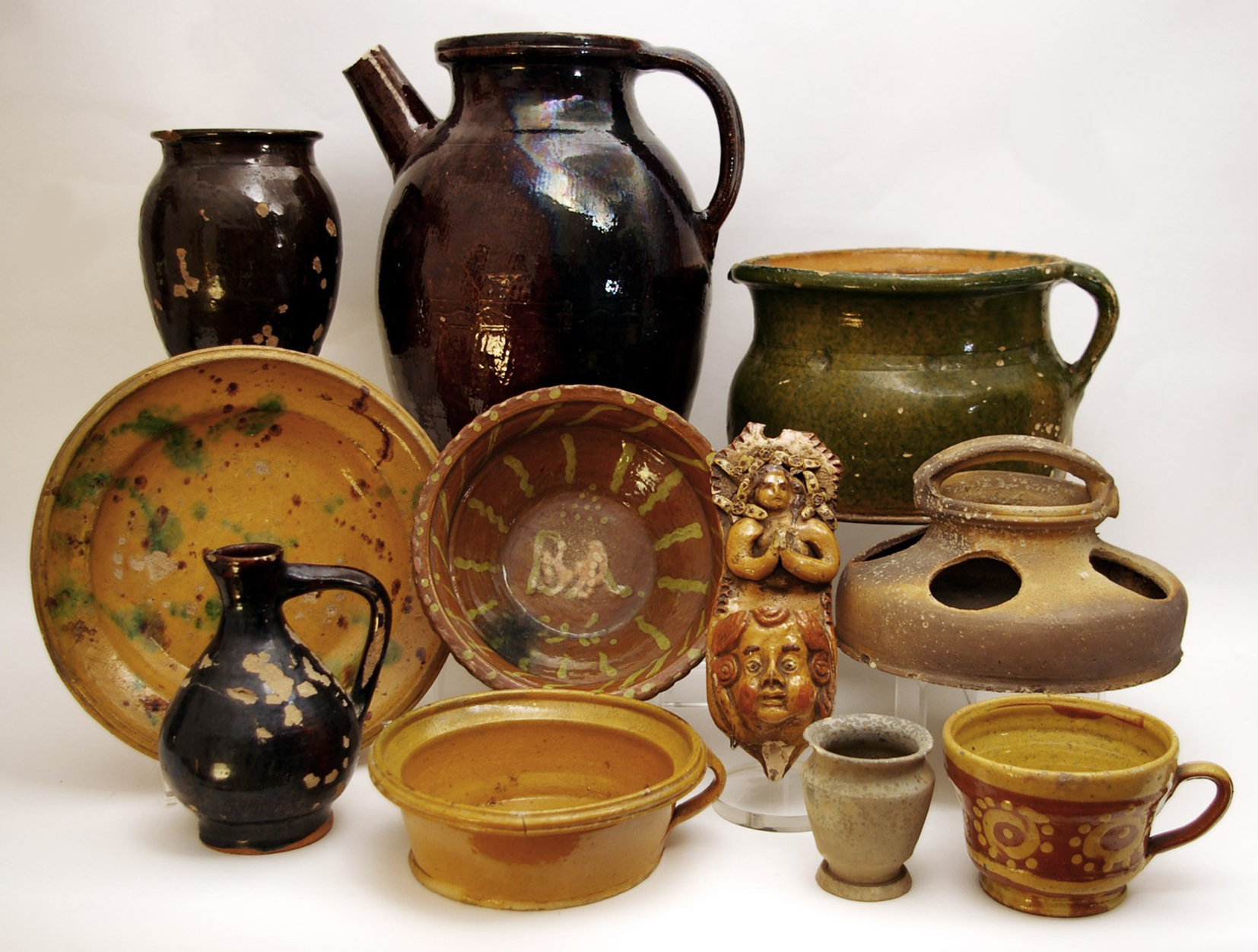
Kröninger Hafnerware

Als Kröninger Hafnerkeramik werden die töpferische Produkte von Handwerkern in der an Tonerde reichen Hügellandschaft Kröning im westlichen Niederbayern bezeichnet. Die große Dichte von Werkstätten insbesondere in der Blütezeit des 18. Jahrhunderts führte zum Vertrieb der Erzeugnisse in einem Umkreis von mehreren hundert Kilometern. Auf den Märkten auch der großen Städte nahmen die Kröninger Hafner eine führende Stellung ein. Verursacht durch eine Reihe von ungünstigen Entwicklungen verlor das Handwerk in der ersten Hälfte des 20. Jahrhunderts an Bedeutung und erlosch um das Jahr 1930.

## Die Tradition
Die Landschaft des Kröning etwa zwischen Landshut, Vilsbiburg und Dingolfing gilt mit den ehemals dort arbeitenden „Hafnern im Kröning“ als das größte Zentrum für Geschirrherstellung in Bayern. Voraussetzung für das archivalisch seit etwa 1300, aber auch durch archäologische Grabungsergebnisse bei den ehemaligen Werkstätten belegbare Handwerk, war das noch heute genutzte Tonvorkommen und der Holzreichtum durch den Kröninger Forst. 

## Bedeutung des Hafnerhandwerks auf dem Kröning

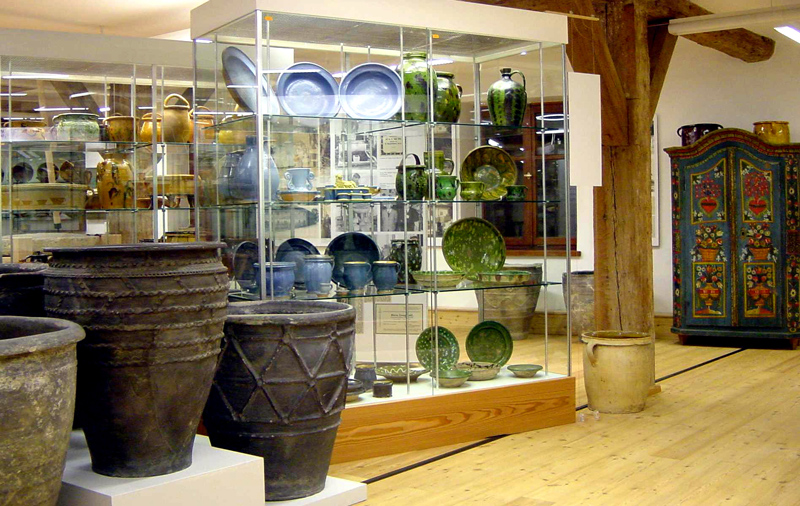
Kröninger Hafnerware im Museum

In den früheren Gemeindebereichen Kröning, Jesendorf, Dietelskirchen und Dirnaich an der Bina produzierten in der Blütezeit des Handwerks Mitte des 18. Jahrhunderts über 120 Meister hochwertiges, aber auch formal ansprechendes Gebrauchsgeschirr in vielfältiger Form- und Farbgebung sowie Ofenkacheln. Die hohe Meisterzahl bedeutet deshalb folgerichtig Geschirrüberschuss, der naturgemäß im Herstellungsgebiet nicht abgesetzt werden konnte. Um 1800 wird die Jahresproduktion mit einer Million Stück Geschirr beziffert. Es mussten darum Absatzgebiete weit ab vom Herstellungsort gesucht werden.
Aus Lieferbüchern, den im Heimatmuseum Vilsbiburg erhaltenen Handwerksarchivalien, aber auch aus Eintragungen in Matrikeln der Pfarreien Kirchberg, Dietelskirchen und Gangkofen (für die Filiale Dirnaich), konnte ein großes Verbreitungsgebiet für Kröninger Geschirrprodukte ermittelt werden. Aus schriftlichen Belegen der Hafner ist bekannt, dass sie ihre Geschirrtransporte auf der Straße, auf dem Wasser (ab Kufstein innaufwärts) und ab Ende des 19. Jahrhunderts mit der Eisenbahn durchführten. Wichtige Verkaufsorte und -regionen waren Landshut, München, Regensburg, Linz, Salzburg, das Innviertel, Südtirol, der Nürnberger Raum, die Oberpfalz und die gesamte Bayerwaldregion. 1736 besuchten 43 Kröninger Hafner u. a. die Jakobi- und die Auer-Dult in München. Es verwundert also nicht, dass in den Museen dieser Regionen Hafnergeschirr aus dem Kröning gezeigt wird, so im Carolinum Augusteum in Salzburg, im Freilichtmuseum Dietenheim bei Bruneck im Pustertal, im Museum in Bozen usw. Bei Grabungen in Salzburg, Kirchberg bei Kufstein, auf Schloss Tirol und im Pustertal fanden Archäologen keramische Relikte aus dem Kröning. Außerdem ist ein großes Handelspotential durch Händler aus den besagten Gebieten entstanden, die die Hafnerware im Kröning mit Kraxe, Karren und/oder Fuhrwerk abholten, um diese dann in ihren Heimatorten zu verkaufen. Der ungehinderte Verkauf auf Märkten im bayerischen Herrschaftsgebiet war durch alte herzogliche Privilegien geschützt. In diesem Zusammenhang soll auch die alljährliche Hoflieferung von Hafnergeschirr an die churfürstliche Hofküche zu München nicht unerwähnt bleiben.

## Ausstellung
Das Heimatmuseum Vilsbiburg kann durch seine Sammeltätigkeit und Ankaufspolitik sowie mit den durch eigenen Kräften ergrabenen und restaurierten Geschirrstücken aus Werkstattbruchgruben im Kröning und an der Bina auf einen Ausstellungsbestand von etwa 900 Keramiken und ca. 100 Ofenkacheln und -teilen verweisen. Im Depot lagern weiter noch erhebliche Mengen von Keramiken.